# 증여세
증여세(贈與稅, 영어: gift tax)란 증여를 하는 경우에 부과되는 세금을 말한다.

## 각국의 증여세
기업활동을 촉진하기 위해서, 호주, 캐나다, 뉴질랜드는 증여세가 폐지되었다. 영국은 증여세율을 20%로 낮추었다. 미국도 증여세 폐지를 추진하고 있다.

## 과표
수증자가 거주자 또는 비거주자인 기본세율 적용 증여재산인 경우의 과표(과세표준)
| 과세표준   | 1억원이하 | 5억원이하 | 10억원이하 | 30억원이하 | 30억원초과 |
| 세율       | 10%       | 20%       | 30%        | 40%        | 50%        |
| 누진공제액 | 없음      | 1천만원   | 6천만원    | 1억6천만원 | 4억6천만원 |

한편 누진공제액은 10년간을 누적 합산한다.

## 수증자
증여자를 기준으로 하는 수증자 구분
| 증여자     | 배우자 | 직계존속                 | 직계비속 | 기타친족 |
| 공제한도액 | 6억원  | 5천만원(미성년자2천만원) | 5천만원  | 1천만원  |

법적 기타친족은 6촌이내 혈족 및 4촌이내 인척을 가리킨다.

## 같이 보기
- 상속세
- 미국의 증여세
- 증여세 계산방법